# Iolana opulenta
Iolana opulenta är en fjärilsart som beskrevs av Schultz 1905. Iolana opulenta ingår i släktet Iolana och familjen juvelvingar. Inga underarter finns listade i Catalogue of Life.